# Nomadismo psíquico
El nomadismo psíquico es un término filosófico que se refiere a la práctica de ejercer acciones según las necesidades de cualquier sistema moral, religioso, político, ético o de cualquier otro tipo, y dejar atrás las partes de ese sistema que se consideren poco atractivas.
Es una de las principales características del ensayo Zona Autónoma Temporal del escritor estadounidense Hakim Bey, pero la noción fue discutida previamente por los filósofos franceses Gilles Deleuze y Félix Guattari en Nomadology: The War Machine, por Jean-François Lyotard y por varios autores.
El nomadismo psíquico facilita la construcción de marcos de referencia ad hoc en los que situar las acciones temporales requeridas por la Zona Autónoma Temporal.
Bey en su ensayo explica por qué eligió el nombre:
"Usamos el término nomadismo psíquico aquí en lugar de "nomadismo urbano", "nomadología", "driftwork", etc., simplemente para reunir todos estos conceptos en un complejo suelto único, que se estudiará a la luz del surgimiento de la ZAT (Zona Autónoma Temporal)."
Él afirma que existe una paradoja donde la falsa unidad de nuestra sociedad moderna difumina toda diversidad cultural y cualquier lugar es igual de bueno que otro.
Bey describe las cualidades tácticas del nomadismo psíquico junto con las sensibilidades de Deleuze y Guattari sobreThe War Machine:
"Estos nómadas practican la razzia, son corsarios, son virus; tienen tanto necesidad como deseo de ZATs, campamentos de tiendas negras bajo las estrellas del desierto, interzonas, oasis fortificados ocultos a lo largo de rutas de caravanas secretas, fragmentos 'liberados' de jungla y tierras baldías, áreas prohibidas, mercados negros y bazares subterráneos."
Bey también discute a estos nómadas en términos de Internet y ciberespacio. Su poesía prefigura ideas que aparecen en "The Electronic Disturbance" de CAE y más tarde en la desobediencia civil electrónica. Con las palabras "ciberespacio" y "alucinación" utilizadas indistintamente, podemos ver la combinación de la novela cyberpunk de William Gibson, Neuromante (1984), con Deleuze y Guattari.
"Estos nómadas trazan su curso por estrellas extrañas, que podrían ser conglomerados luminosos de datos en el ciberespacio, o tal vez alucinaciones. Dibuja un mapa del terreno; sobre eso, coloca un mapa del cambio político; sobre eso, un mapa de la Red, especialmente la contra-Red con su énfasis en el flujo clandestino de información y la logística, y finalmente, sobre todo, el mapa 1:1 de la imaginación creativa, la estética, los valores. La cuadrícula resultante cobra vida, animada por remolinos y oleadas de energía inesperados, coagulaciones de luz, túneles secretos y sorpresas."